# Línea 61 (EMT Madrid)
La línea 61 de la EMT de Madrid une la estación de Moncloa con la calle Narváez, atravesando el corazón de barrios de los distritos de Chamberí y Salamanca.

## Historia
La línea arrancó el 20 de agosto de 1967, sustituyendo por autobuses la línea de tranvía número 61 Narvaéz - Moncloa. Esta sustitución fue debida a fin de ordenar la circulación y realizar la pavimentación de las calles y plazas del itinerario del tranvía. El recorrido del autobús era idéntico que el del tranvía suprimido.
La situación de sus cabeceras ha variado por diversos motivos. En el caso de su cabecera en el distrito Retiro, inicialmente se encontraba en la calle Lope de Rueda, pasando a estar años después en la calle Menéndez Pelayo, 41. En 1981 se estableció la cabecera en la calle Narváez, en la confluencia con la calle Doce de Octubre.
En el caso de su cabecera de Moncloa, en 2005, y por la reordenación de tráfico de la calle Princesa entre Argüelles y Moncloa, modificó su emplazamiento primero a la calle Arcipreste de Hita y después a la calle Isaac Peral. En 2006 quedaría finalmente establecida su cabecera en la calle de Fernando el Católico.

## Características
La línea comparte recorrido con la línea 16 en el tramo que discurre por el distrito de Chamberí y es la única línea de autobús que presta servicio a la calle Diego de León.

### Frecuencias
| Lunes a viernes laborables |               |
| De 6:00 a 8:00             | 6-18 minutos  |
| De 8:00 a 20:00            | 6-9 minutos   |
| De 20:00 a 23:00           | 8-18 minutos  |
| Sábados laborables         |               |
| De 6:00 a 10:00            | 13-24 minutos |
| De 10:00 a 22:00           | 12-16 minutos |
| De 22:00 a 23:00           | 14-22 minutos |
| Domingos y festivos        |               |
| De 7:00 a 9:00             | 16-31 minutos |
| De 9:00 a 22:00            | 13-19 minutos |
| De 22:00 a 23:00           | 17-22 minutos |

## Recorrido y paradas

### Sentido Narváez
La línea inicia su recorrido en la calle Fernando El Católico esquina Arcipreste de Hita, próxima a la estación de Moncloa. Desde aquí gira por la Arcipreste de Hita a la derecha y en la siguiente intersección de nuevo a la derecha por la calle Fernández de los Ríos.
La línea recorre entera esta calle y continúa por la calle Feijóo tras cruzarse con la calle de Bravo Murillo. Al entrar por la calle Feijóo gira a la derecha en la primera intersección y se incorpora a la calle Cardenal Cisneros, por la que sale a la calle Eloy Gonzalo girando a la izquierda.
Recorre la calle Eloy Gonzalo hasta llegar a la Glorieta del Pintor Sorolla, donde continúa de frente bajando por el Paseo del General Martínez Campos, que recorre en su totalidad llegar a la Glorieta de Emilio Castelar, en la cual toma la calle del General Oráa, que abandona al poco de circular por la misma girando a la derecha por la calle de los Hermanos Bécquer. Al final de esta calle, sigue de frente por la calle Diego de León.
La línea recorre a continuación la calle Diego de León entera, girando al final de la misma a la derecha por la calle del Conde de Peñalver, por donde continúa su recorrido cubriendo la totalidad de esta calle.
Tras la intersección con la calle Goya, sigue de frente por la calle Narváez, por la que circula hasta la intersección con la calle Ibiza, por la que sale a la Avenida de Menéndez Pelayo para inmediatamente girar a la izquierda por la calle Doce de Octubre, donde tiene su cabecera próxima a la esquina con la calle Narváez.
| Código | Parada                                   | Común con         | Conexiones con Metro | Otros |
| ------ | ---------------------------------------- | ----------------- | -------------------- | ----- |
| 543    | MONCLOA (C/ Fernando el Católico, 86-88) | 16                | Moncloa              |       |
| 520    | Fernández de los Ríos-Hilarión Eslava    | 16                |                      |       |
| 521    | Guzmán el Bueno-Fernández de los Ríos    | 16                |                      |       |
| 522    | Galileo                                  | 16                |                      |       |
| 523    | Arapiles                                 | 16                |                      |       |
| 524    | Eloy Gonzalo                             | 16                |                      |       |
| 525    | Iglesia                                  | 16                | Iglesia              |       |
| 527    | Martínez Campos                          | 5 16              |                      |       |
| 1894   | Museo Sorolla                            | 5 16              |                      |       |
| 529    | Miguel Ángel                             | 7 16 40 147       |                      |       |
| 2602   | General Oráa-Emilio Castelar             |                   |                      |       |
| 2601   | Serrano-Diego de León                    |                   |                      |       |
| 2599   | Diego de León-Velázquez                  |                   |                      |       |
| 3738   | Diego de León-Núñez de Balboa            |                   |                      |       |
| 2597   | Príncipe de Vergara-Diego de León        |                   |                      |       |
| 3739   | Hospital de la Princesa                  |                   | Diego de León        |       |
| 5452   | Conde de Peñalver-Maldonado              |                   |                      |       |
| 2222   | Lista                                    | 26                | Lista                |       |
| 2220   | Conde de Peñalver-Ayala                  | 26                |                      |       |
| 2218   | Conde de Peñalver-Alcalá                 | 26                |                      |       |
| 2216   | Felipe II                                | 26                | Goya                 |       |
| 2154   | O'Donnell-Narváez                        | 15 26 63 215 C1   |                      |       |
| 2156   | Narváez-Ibiza                            | 2 15 26 63 215 C1 | Ibiza                |       |
| 3937   | NARVÁEZ (C/ Doce de Octubre, 6)          |                   |                      |       |

### Sentido Moncloa
La línea inicia su recorrido en la calle Doce de Octubre esquina Narváez, girando inmediatamente a la izquierda para incorporarse a la calle Narváez.
A partir de aquí, el recorrido es igual al de la ida pero en sentido contrario (Narváez, Conde de Peñalver, Diego de León, Hermanos Becquer, General Oráa, Glorieta de Emilio Castelar y Paseo del General Martínez Campos) hasta llegar a la calle Eloy Gonzalo, que recorre entera hasta alcanzar la Glorieta de Quevedo. Desde dicha glorieta sale por la calle Arapiles, girando enseguida a la derecha por la calle Magallanes e inmediatamente a la izquierda por la calle Fernando el Católico, por la que circula hasta llegar a su cabecera, al final de la misma.
| Código | Parada                                   | Común con         | Conexiones con Metro | Otros |
| ------ | ---------------------------------------- | ----------------- | -------------------- | ----- |
| 3937   | NARVÁEZ (C/ Doce de Octubre, 6)          |                   |                      |       |
| 2214   | Narváez-Doce de Octubre                  | 26 63 C2          |                      |       |
| 2157   | Narváez-Ibiza                            | 2 15 26 63 215 C2 | Ibiza                |       |
| 2155   | O'Donnell-Narváez                        | 15 26 63 215 C2   |                      |       |
| 2215   | Felipe II                                | 26 E4 E5          | Goya                 |       |
| 2217   | Conde de Peñalver-Alcalá                 | 26                |                      |       |
| 2219   | Conde de Peñalver-Ayala                  | 26                |                      |       |
| 2221   | Lista                                    | 26                | Lista                |       |
| 4358   | Conde de Peñalver-Juan Bravo             |                   | Diego de León        |       |
| 1429   | Hospital de la Princesa                  |                   | Diego de León        |       |
| 2595   | Príncipe de Vergara-Diego de León        |                   |                      |       |
| 3641   | Diego de León-Núñez de Balboa            |                   |                      |       |
| 2598   | Diego de León-Velázquez                  |                   |                      |       |
| 2600   | Serrano-Diego de León                    |                   |                      |       |
| 537    | General Oráa-Emilio Castelar             | 16                |                      |       |
| 530    | Emilio Castelar                          | 5 16              |                      |       |
| 1893   | Museo Sorolla                            | 5 16              |                      |       |
| 528    | Martínez Campos                          | 5 16              |                      |       |
| 1895   | Iglesia-Alonso Cano                      | 5 16              | Iglesia              |       |
| 526    | Iglesia                                  | 16                | Iglesia              |       |
| 538    | Quevedo                                  | 16                | Quevedo              |       |
| 540    | Arapiles                                 | 16                |                      |       |
| 541    | Mercado Vallehermoso                     | 16                |                      |       |
| 542    | Guzmán el Bueno-Fernando El Católico     | 16                |                      |       |
| 543    | MONCLOA (C/ Fernando el Católico, 86-88) | 16                | Moncloa              |       |

## Galería de imágenes

Mapa de la zona de Iglesia con los accesos al Metro y los recorridos de los autobuses de la EMT que pasan por ella.
Mapa de la zona de Diego de León con los accesos al Metro y los recorridos de los autobuses de la EMT que pasan por ella.
Mapa de la zona de Lista con los accesos al Metro y los recorridos de los autobuses de la EMT que pasan por ella.